# Beth Riesgraf
Beth Jean Riesgraf (24 de Agosto de 1978) é uma atriz norte-americana, talvez mais conhecida pela sua personagem Parker na série do canal TNT Leverage

## Trabalhos

### Filmes
| Ano  | Filme                        | Personagem    | Notas          |
| ---- | ---------------------------- | ------------- | -------------- |
| 2000 | The Summer of My Deflowering |               |                |
| 2002 | Scorcher                     | Krissy        |                |
| 2003 | I Love Your Work             | Beth Riesgraf |                |
| 2007 | Alvin and the Chipmunks      | Mãe na Loja   |                |
| 2008 | Struck                       | Amber         |                |
| 2009 | Nobody                       | Edie          | (pós-produção) |
| 2015 | Intruders/Shut In            | Anna          |                |

### TV
| Ano       | Série                   | Personagem              | Notas                   |
| --------- | ----------------------- | ----------------------- | ----------------------- |
| 1999      | Undressed               | Loretta                 | episódios desconhecidos |
| 2001      | Spin City               | Waitress                | (1 episódio)            |
| 2005      | How I Met Your Mother   | Works With Carlos Girl  | (1 episódio)            |
| 2005      | The Stereo Sound Agency | Vários                  |                         |
| 2007      | Insatiable              | episódios desconhecidos |                         |
| 2007      | My Name Is Earl         | Natalie                 | (2 episódios)           |
| 2007      | Big Shots               |                         | (1 episódio)            |
| 2007      | Without a Trace         | Kelly Schmidt           | (1 episódio)            |
| 2008-2012 | Leverage                | Parker                  | Elenco Principal        |
| 2012      | Criminal Minds          | Maeve Donovan           | (5 episódios)           |

[[Categoria:Atores dos Estados Unidos